# تماثل مكان دي سيتر المضاد ونظرية الحقل الامتثالي
في الفيزياء النظرية تماثل مكان دي سيتر المضاد ونظرية الحقل الامتثالي التي تسمى أحيانا ازدواجية مالداسينا-أو قياس الثقل-المزدوج،( anti-de Sitter/conformal field theory correspondence- Maldacena duality- gauge/gravity duality) وتختصر التسمية (AdS/CFT correspondence). هي علاقة افتراضية بين نوعين من النظريات الفيزيائية.نظرية مكان دي سيتر المضاد (AdS) والتي تستخدم في نظريات الثقل الكمومي المركبة من مصطلحات نظرية الأوتار أو نظرية-إم.على جانب التماثل الآخر نظرية الحقل الامتثالي (CFT) والتي هي من نظريات الحقل الكمومي ، بما في ذلك النظريات المماثلة لنظريات يانغ-ميلز الكمومية التي تشكل أساس نظريات الجسيمات الأولية .

## الأهمية
تنص هذه الفرضية على أن أي نظرية جاذبية في حجم-فضاء دي سيتر المضاد تساوي نظرية حقل كمومي في حدود ذلك الحجم .
وتمثل هذة الفرضية تقدما كبيرا في فهمنا لنظرية الأوتار والثقل الكمومي  وأهمية كبرى في العديد من نظريات الجاذبية ونظرية الجاذبية الفائقة.ويرجع ذلك إلى أنها توفر صياغة غير مضطربة لنظرية الأوتار مع بعض الشروط الحدودية ولأنها ناجحة في تحقيق مبدأ الهولوغرافية، وهي فكرة في جاذبية الكم قدمها أصلا جيرارت هوفت ودعمها ليونارد سسكيند. كما أنها توفر مجموعة أدوات قوية لدراسة نظريات الحقل الكمومي متقارنة القوى. ويمكن تبسيط الكثبير من الحسابات في نظرية الحقول الكمومية من خلال هذا التمثال.
فرضية تماثل فضا- أنتي دي سيتر ونظرية الحقل الكمومي قدمت لأول مرة من قبل الفيزيائي النظري خوان مالداسينا في أواخر عام 1997.وتم تفصيل جوانب هامة لهذا التماثل في مقالات لستيفن غوبسر، إيغور كليبانوف، والكسندر ماركوفيتش بولياكوف، وإدوارد ويتن. وبحلول عام 2015 تم الإستشهاد ببحث مالداسينا أكثر من 10,000 ، وأصبحت المادة الأكثر استشهادا في مجال فيزياء الجسيمات.